# Leopold al III-lea, Duce al Austriei
Leopold al III-lea, supranumit cel Drept, (în germană: Leopold III. der Gerechte; n. 1 noiembrie 1351, Viena, Sfântul Imperiu Roman – d. 9 iulie 1386, Sempach⁠(d), cantonul Lucerna, Elveția) aparținând Casei de Habsburg, a fost duce al Austriei, Stiriei, Carintiei și Crainei.

## Biografie
Leopold a fost fiul ducelui Albert al II-lea și al soției sale, Ioana de Pfirt, fiica lui Ulrich al III-lea, conte de Pfirt.
Ducele Albert al II-lea stabilise deja în 1355 prin Legea succesiunii dinastice (în germană Die Albertinische Hausordnung) că fiii săi urmau să conducă teritoriile familiei împreună și cu drepturi egale. Când el a murit pe 20 iulie 1358, fiul cel mai mare, Rudolf al IV-lea Întemeietorul, a preluat totuși singur cârmuirea pentru că frații lui mai mici erau încă minori. În 1364 Rudolf a emis încă o reglementare privind moștenirea familiei (în germană Rudolfinische Hausordnung) potrivit căreia ținuturile habsburgice erau proprietatea comună a tuturor fraților. Un document care conține semnăturile celor trei frați (cel de-al doilea ca vârstă, Frederic al III-lea, murise în 1362), este scrisoarea de fondare a Universității din Viena din 1365.
Rudolf al IV-lea a murit doar câteva luni mai târziu la 26 de ani, iar ceilalți doi frați Albert al III-lea (de 15 sau 16 ani) și Leopold (de 14 ani) au preluat cârmuirea teritoriilor habsburgice. Înfeudarea a fost făcută de împăratul Carol al IV-lea. Deoarece Albert era cel mai mare dintre frați el a preluat rolul principal în guvernarea comună, dar curând tensiunile datorate diferenței de temperament dintre cei doi, au crescut (Leopold este descris ca fiind ambițios și însetat de acțiune, iar Albert ca fiind echilibrat).
Prin Pacea de la Schärding din 1369, Tirolul a fost recunoscut de familia de Wittelsbach ca aparținând familiei de Habsburg. În 1373 cei doi frați și-au împărțit administrarea proprietăților astfel: Leopold a devenit regent al comitatului Tirol și al Austriei Anterioare. Ulterior, probabil pentru a preveni un conflict deschis, ei au împărțit și posesia teritoriilor habsburgice ceea ce a dus la divizarea Casei de Habsburg în: Linia Leopoldină și Linia Albertină.
În 1368 orașul Freiburg im Breisgau s-a supus voluntar lui Leopold. În 1374 Leopold a moștenit teritoriile din Istria ale familiei de Gorizia și Marca Vindica împreună cu Craina Albă. Orașul Feldkirch a fost adăugat în 1375. Prin Contractul de la Neuberg din 25 septembrie 1379, care stabilea împărțirea teritoriilor habsburgice, Leopold a primit ducatele Stiria (incluzând orașul Wiener Neustadt), Carintia, Craina, Marca Vindica (actual Slovenia), Gorizia și domeniile din Friuli, precum și comitatul Tirol și Austria Superioară (la vest de Pasul Arlberg), iar în 1382 a urmat Trieste. În anii 1380 Leopold a încercat să susțină dezvoltarea comerțului prin acordarea anumitor privilegii orașelor din Tirol. Acest lucru a contribuit la dezvoltarea clasei burgheze în orașe. Pe 27 aprilie 1386 Leopold a cumpărat orașul Laufenburg⁠(d) de la vărul său Ioan al IV-lea de Habsburg-Laufenburg, pentru suma de 12 000 de guldeni.
Leopold s-a străduit să-și întărească poziția în vest. Ca urmare el a primit funcția de „advocatus” imperial în Basel și a reușit să aducă orașul sub dominația habsburgică (care a durat timp de un deceniu după 1376). Cu toate acestea, el a suferit o grea înfrângere împotriva Confederației Vechi a Elveției în Bătălia de la Sempach din 1386, în care el însuși și-a pierdut viața. El construise deja o capelă în cetatea Wiener Neustadt, dar a fost îngropat în biserica Mănăstirii Königsfelden de lângă Brugg. Rămășițele lui Leopold au fost mutate la Mănăstirea Sf. Blasien în 1770 într-o ceremonie imperială dedicată mutării osemintelor tuturor Habsburgilor înmormântați acolo. După desființarea acestei mănăstiri osemintele au fost mutate în cripta din biserica Mănăstirii Sf. Paul din Lavanttal în Carintia.
Arhivarul Franz Ludwig Haller (d. 1383) care a examinat scheletul bine conservat al lui Leopold al III-lea în 1769, 1770 și din nou în 1806, a descris leziuni prin înjunghiere în zona frontală și temporală în dreapta a craniului.

## Căsătorie și descendenți
Leopold s-a căsătorit la Viena în 1365 cu Viridis Visconti (n.c. 1350 – d. 1414), fiica lui Bernabò Visconti, guvernatorul orașului Milano, și a soției sale, prințesa Beatrice della Scala. Din această căsătorie au rezultat mai mulți copii:
- Wilhelm cel Ambițios (1370–1406), duce al Austriei, căsătorit în 1401 cu prințesa Ioana de Neapole din Casa de Anjou, fiica regelui Carol al III-lea de Neapole și soției sale, prințesa Margareta de Durazzo;
- Leopold al IV-lea cel Gras (1371–1411), duce al Austriei, căsătorit în 1393 cu prințesa Ecaterina de Burgundia, fiica ducelui Filip al II-lea, duce de Burgundia și a soției sale, contesa Margareta de Flandra;
- Ernest cel de Fier (1377–1424), duce al Austriei și Stiriei, căsătorit:

1. în 1392 cu prințesa Margareta de Pomerania, fiica ducelui Boguslav al V-lea de Pomerania și a soției sale, prințesa Adelaida de Braunschweig;
2. în 1412 cu Cimburga de Mazovia, fiica ducelui Ziemowits al IV-lea de Mazovia și a soției sale, ducesa Alexandra a Lituaniei;

- Frederic al IV-lea cel cu Buzunarele goale (1382–1439), duce al Austriei și conte de Tirol, căsătorit:

1. în 1406 cu Elisabeta, prințesă a Palatinatului, fiica regelui romano-german Rupert (al III-lea) al Palatinatului și a soției sale, contesa Elisabeta de Hohenzollern-Nürnberg;
2. în 1410 prințesa Anna de Braunschweig-Göttingen (1390–1432), fiica ducelui Frederic I, duce de Braunschweig-Göttingen și a soției sale, prințesa Anna de Saxonia-Wittenberg;

- Elisabeta (născută între 1378 și 1392);
- Caterina (născută între 1365 și 1386) stareță în Viena.[6][7]

Unele surse indică încă o fiică cu numele Margareta (născută între 1365 și 1386).

## Concluzii
La moartea lui Leopold al III-lea, fratele său Albert a devenit tutorele fiilor săi încă minori și prin aceasta, de fapt, „succesorul” lui Leopold, prin urmare, unic conducător al teritoriilor habsburgice. După moartea lui Albert în 1395, fiul său Albert al IV-lea a preluat regența, însă curând fiii lui Leopold au reușit să participe la cârmuire. Lupta pentru putere și pentru stăpânirea teritoriilor habsburgice a continuat și în generația următoare, rivalitatea descendenților lui Leopold al III-lea și Albert al IV-lea, singurul urmaș al lui Albert al III-lea, ducând la conflicte ce au degenerat într-un sângeros război civil.
Descendenții lui Leopold și descendenții acestora au format Linia Leopoldină a familiei de Habsburg care, după stingerea Liniei Albertine la moartea lui Ladislau Postumul în 1457, începând cu împăratul Maximilian I (1459–1519) a format Casa de Austria. În 1740 la moartea împăratului Carol al VI-lea nu mai existau moștenitori de sex masculin. În 1736 prin căsătoria moștenitoarei Casei de Habsburg, Maria Tereza cu ducele de Lorena, Francisc I, a fost creată Casa de Habsburg-Lorena care există și în prezent.